# کارلوس یراس رسترپو
کارلوس یراس رسترپو (به اسپانیایی: Carlos Lleras Restrepo) (زاده ۱۲ آوریل ۱۹۰۸ – درگذشته ۲۷ سپتامبر ۱۹۹۴) یک سیاستمدار اهل کلمبیا و بیست و دومین رئیس‌جمهور کلمبیا از سال ۱۹۶۶ تا ۱۹۷۰ بود.